# 2,3,6-Trimethylphenol
2,3,6-Trimethylphenol ist eine chemische Verbindung aus der Gruppe der Phenole. Es ist eine der sechs möglichen Trimethylphenole.

## Vorkommen
2,3,6-Trimethylphenol wurde in Kaffee nachgewiesen.

## Gewinnung und Darstellung
2,3,6-Trimethylphenol kann durch Gasphasenmethylierung von m-Kresol mit Methanol bei 300–460 °C unter Normaldruck an orthoselektiven Katalysatoren oder auch durch Methylierung von 2,6-Xylenol auf γ-Aluminiumoxid gewonnen werden.

## Eigenschaften
2,3,6-Trimethylphenol ist ein brennbarer, schwer entzündbarer, kristalliner, nach Phenol riechender, weißer bis gelblicher Feststoff, der schwer löslich in Wasser ist.

## Verwendung
2,3,6-Trimethylphenol wird als Zwischenprodukt für synthetisches Vitamin E und zur Herstellung von 2,3,5-Trimethylhydrochinon verwendet. Es wird auch als Zwischenprodukt für Antioxidantien und Kunststoffe und als Comonomer für die Modifikation von Polyphenylenoxidharzen eingesetzt. Es wird auch als Aromastoff eingesetzt.